# Kochłowice (województwo opolskie)
Kochłowice (niem. Kochelsdorf)– wieś w Polsce położona w województwie opolskim, w powiecie kluczborskim, w gminie Byczyna.

## Historia
Od 1774 r. wieś posiadała pieczęc gminną, na której wizerunku przedstawiono trzy kłosy wyrastające z murawy.

## Zabytki
Do wojewódzkiego rejestru zabytków wpisany jest park pałacowy z aleją dojazdową, ok. 1920 r.